# Rosebank
De olie- en gasvelden van Rosebank liggen ten westen van Shetland. Het wordt beheerd door Chevron; partners hierin zijn Statoil, OMV en DONG Energy. De eerste verkennende boring met positief resultaat werd in 2004 geboord.  Er zijn reeds aanzienlijke sommen geïnvesteerd in de voorbereidingen voor exploitatie van het veld, maar een definitief besluit om verder te gaan met de ontwikkeling van dit veld was nog niet genomen in 2013.
De Noordzee is ter plaatse van dit veld 1,1 kilometer diep. De proefboring, 2743 meter diep, leverde een stroom van 6000 vaten per dag op (950 kuub per dag) met als API-kwaliteit van 37° lichte olie uit een reservoir/laag van 24 meter dikte.

## Geologie
De reservoir is opgesloten tussen lagen zandsteen, die op haar beurt tussen lagen basalt ligt. Deze combinatie maakt een techniek om de samenstelling in diepere lagen door middel van het meten van gereflecteerde schokgolven te bepalen lastig en daarom duur. Desondanks kon er ingeschat worden dat er 240 miljoen vaten (38 miljoen kuub) gewonnen kon worden.

## Praktische overwegingen
De weersomstandigheden ter plaatse zijn extreem. Een aangepaste, verstevigde constructie is noodzakelijk om golven van dertig meter hoog te kunnen weerstaan. Om de exploitatie rendabel te maken zijn hoge olieprijzen en een lage overheidsbelasting noodzakelijk. Om het gas op markt te brengen dient er een manier gevonden te worden om een pijpleiding - die meerdere velden ten westen van Shetland verbindt - voor gas-export te financieren.